# مایک، شوالیه شجاع
مایک، شوالیهٔ شجاع (انگلیسی: Mike the Knight) نام یک مجموعهٔ کارتونی کانادایی/بریتانیایی است که نخستین بار از ۸ سپتامبر ۲۰۱۱ میلادی بر روی آنتن رفت.
نویسندهٔ این مجموعه، «مارک سیل» و خالق آن «الکساندر بار» است و هم‌اینک، در کانادا از شبکهٔ «تری‌هاوس»، در آمریکا از شبکه «نیک جونیور»، در بریتانیا از شبکهٔ «سی‌بیبیز»، در استرالیا از شبکهٔ «اِی‌بی‌سی ۴»، در نیوزلند از شبکهٔ «تی‌وی ۲» و در آمریکای لاتین از شبکهٔ «دیسکاوری کیدز» پخش می‌شود.

## خلاصه داستان
این مجموعه دربارهٔ پسربچه‌ای به نام «مایک» است. پدر مایک که لقب «کینگ» دارد، شوالیه‌ای دلیر است که به منظور سفر و اکتشاف به سرزمین‌های دوردست رفته و مایک هم می‌خواهد همچون پدرش، شوالیه‌ای شجاع باشد. با اینحال، مایک اینک در مرحله یادگیری فنونِ شوالیه‌گری است. مایک یک خواهر به نام «ایوی» دارد که در حالِ یادگیری فنونِ جادوگری است و دو اژدها به نام «اسپارکی» و «اسکوئیرت» هم از دوستان او هستند. نام اسب مایک هم «گالاهد» است. در طول ماجراهایی که برای مایک پیش می‌آید، او هر بار، از اشتباهات خود درس می‌گیرد و می‌آموزد که چگونه شوالیه‌ای ماهر باشد و کارهای محوله را به‌درستی انجام دهد.